# Amyda
Amyda är ett släkte av sköldpaddor. Amyda ingår i familjen lädersköldpaddor.

## Bildgalleri

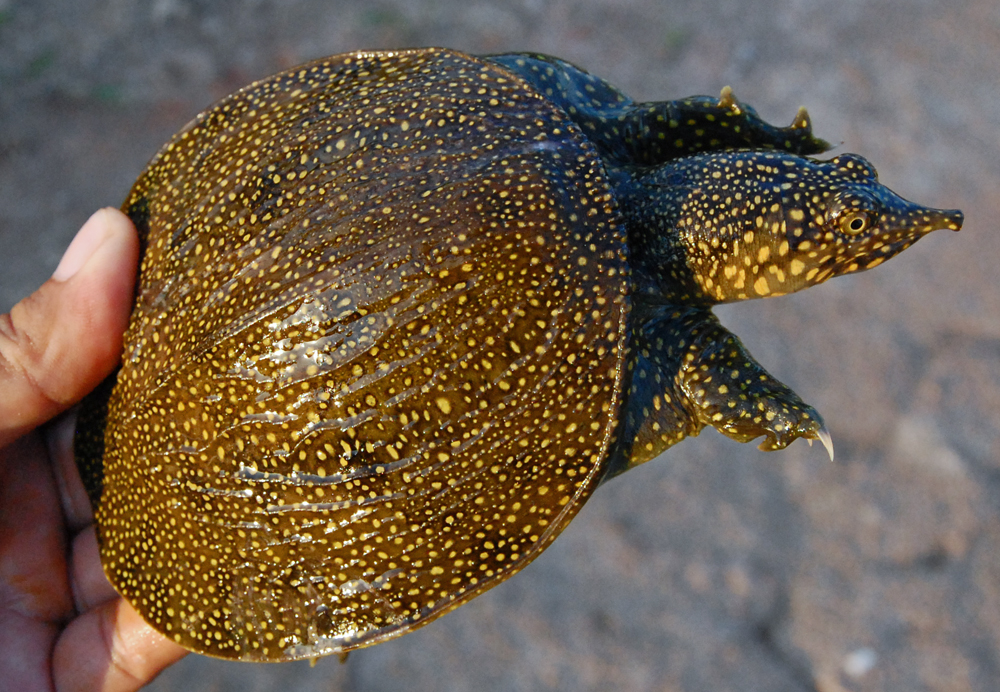

## ArterenligtCatalogue of Life[1]
- Amyda cartilaginea
- Amyda nakornsrithammarajensis